# Villa Tigellius
La villa Tigellius est une ancienne villa éclectique d'inspiration néo-gothique située dans la commune de Recco en Ligurie.

## Histoire
La villa est construite en 1898 selon le projet de l'architecte Marco Aurelio Crotta pour la famille Peirano. Dans les années 1960 le propriétaire de l'époque, le riche Milanais Giovanni Battista Massone, donne l'inmeuble à la commune de Milan, laquelle la transforme en maison de vacances pour les élèves des écoles primaires et des collèges milanais,.
En 2011 l'administration communale à la tête de Giuliano Pisapia met en vente la propriété.

## Description
La villa, de style éclectique avec inspirations néo-gotiques, reprend les traits d'un château. Le bâtiment, développé sur quatre niveaux, se caractérise par la présence d'une tour. Fenêtres jumelées et merlons en queue-d'aronde complètent la décoration des extérieurs.
La villa se lève en position panoramique sur la mer dans le hameau de Mulinetti et possède un vaste jardin avec des espèces botaniques rares,.